# Hasan Ahtiamov
Hasan Bagdeevici Ahtiamov (în tătară Хәсән Әхтәмов, în rusă Хасан Багдеевич Ахтямов; n. 10 iulie 1925, raionul Sterlitamak⁠(d), RSFS Rusă, URSS – d. 30 mai 1944, Rediu Aldei, Aroneanu, Iași, România) a fost un soldat sovietic, care a luptat în Marele Război pentru Apărarea Patriei și a fost distins cu titlul de Erou al Uniunii Sovietice (post-mortem, 1944).

## Biografie
Hasan Ahtiamov s-a născut la 10 iulie 1925 în satul Allaguvat din raionul Sterlitamak (RASS Bașchiră), într-o familie de naționalitate tătară. Satul său natal nu există astăzi, locuitorii fiind strămutați ca urmare a construirii acolo a uzinei petrochimice Salavat. Mama sa, Magrifa Nigmatullovna, și-a crescut singură cei doi fii și cele trei fiice. Tatăl său a murit în 1934, ca urmare a faptului că s-a întors de pe frontul Primului Război Mondial cu picioarele degerate. Hasan Bagdeevici a absolvit șapte clase în satul Bolșoy Allaguvat. A lucrat apoi la colhozul „Karl Marx”.
În februarie 1943 a fost încorporat în Armata Sovietică de către Biroul de Evidență Militară și Înrolare al raionului Sterlitamak, fiind trimis pe frontul Marelui Război pentru Apărarea Patriei în februarie 1944. A servit în compania 1-a a Regimentului 857 Infanterie (Divizia 294 Infanterie, Armata a 52-a, Frontul al II-lea Ucrainean). El a murit la 30 mai 1944 într-o luptă purtată lângă satul Rediu Aldei, aflat la nord de orașul Iași (județul Iași, România), după ce a detonat o grenadă sub un tanc inamic și a întârziat astfel înaintarea trupelor germano-române. A fost înmormântat în satul românesc Rediu Aldei.
Prin decretul prezidiului Sovietului Suprem al URSS din 13 septembrie 1944, soldatului Hasan Bagdeevici Ahtiamov i s-a acordat post-mortem titlul de Erou al Uniunii Sovietice, precum și Ordinul Lenin. Fapta sa de vitejie a fost menționată astfel în propunerea de decorare:
„Împotriva companiei 1 de infanterie, în care servea tovarășul Ahtiamov (30 mai 1944), inamicul a trimis în luptă mai multe batalioane de infanterie și opt tancuri. Tancurile inamice s-au apropiat din ce în ce mai mult de tranșeea companiei 1 de infanterie și au încercat să se deplaseze de-a lungul tranșeelor, pe toată lungimea frontului companiei, și să tragă asupra soldaților noștri din tranșee. Primul tanc aflat în mișcare se îndreptase deja către frontul companiei, iar mitraliorii germani din tanc au deschis trapa turelei și au început să tragă asupra soldaților noștri. Tovarășul Ahtiamov a sărit mai întâi din tranșee și s-a aruncat sub tanc cu o grenadă antitanc, pe care a detonat-o, provocând o explozie. În consecință, tancurile și-au schimbat direcția, au traversat tranșeea și s-au îndreptat spre liniile noastre defensive. Soldații au tăiat calea infanteriei inamice din tancuri și au întârziat înaintarea acestora. Astfel, tovarășul Ahtiamov a salvat viața câtorva zeci de soldați prin fapta sa eroică”.

## In memoriam
- Numele său a fost gravat pe peretele holului complexului memorial din Kiev și pe zidul complexului memorial de pe Dealul Poklonnaia din Moscova.[4]
- O secțiune dedicată faptei eroice a lui H.B. Ahtiamov a fost amenajată în Muzeul tradițiilor locale din orașul Salavat.
- O placă memorială în cinstea lui H.B. Ahtiamov a fost dezvelită în complexul memorial „Vecinîi ogon” („Flacăra eternă”) din orașul Salavat.[2]
- Un bust al lui H.B. Ahtiamov, realizat de sculptorul Mavletbai Halilov, artist emerit al Republicii Bașkortostan și membru al Uniunii Artiștilor din Rusia, a fost amplasat la Salavat.[5]
- O stradă care-i poartă numele există în localitatea suburbană Jelannîi din componența orașului Salavat.
- Un bust al lui H.B. Ahtiamov a fost inaugurat la 9 mai 1973 în parcul colhozului „Karl Marx” din satul Naumovka (raionul Sterlitamak).[6]
- O placă memorială în cinstea sa a fost amplasată pe clădirea școlii din satul Kantiukovka (raionul Sterlitamak),[2] iar cea mai bună echipă de pionieri a școlii i-a purtat numele.